# Lodovico delle Colombe

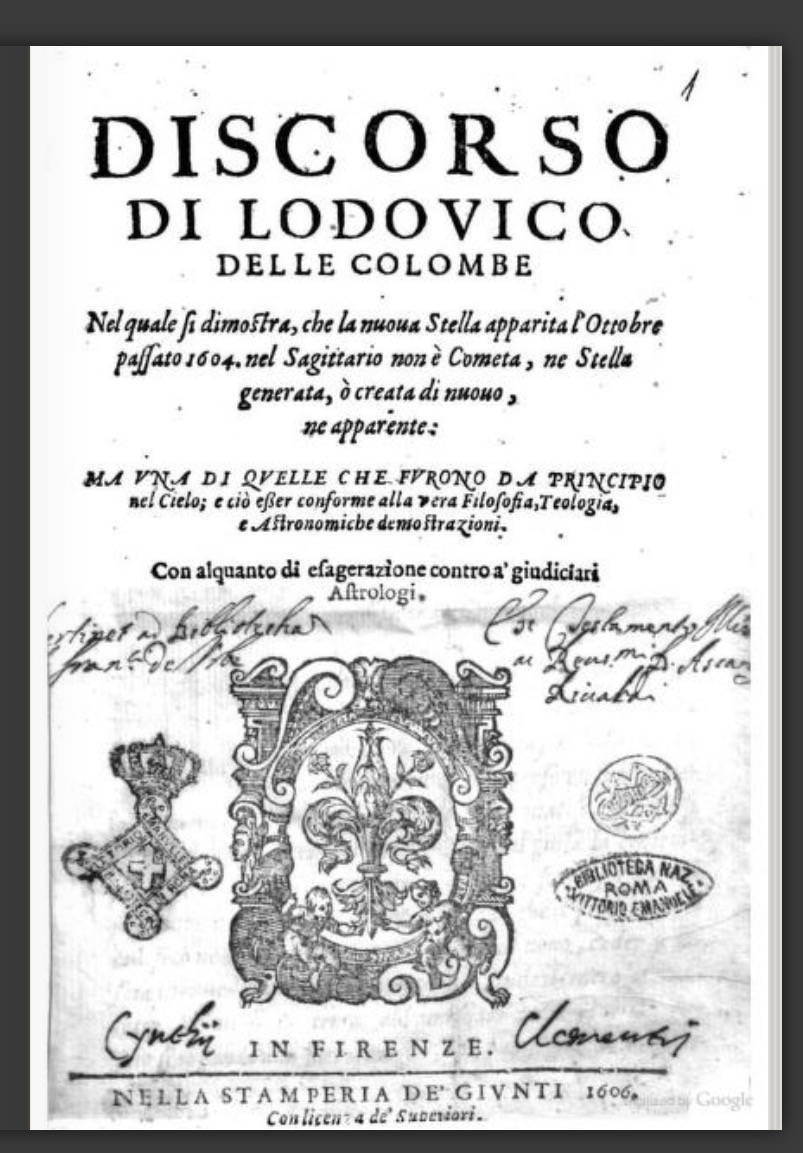
Frente do discurso de Lodovico delle Colombe sobre a supernova de 1604

Lodovico delle Colombe (Florença, 1565(?) – depois de 1623) foi um estudioso aristotelista italiano, famoso por suas disputas com Galileu Galilei em uma série de controvérsias em física e astronomia.

## Vida
Delle Colombe nasceu em Florença na segunda metade do século XVI. Uma data de 20 de janeiro de 1565 foi sugerida, mas a fonte para isso é desconhecida. Da mesma forma, nada se sabe sobre sua família, exceto que ele era de origem nobre, ou de sua educação. Tornou-se membro da Accademia Fiorentina quando Francesco Nori era seu cônsul e também era membro do Consiglio dei Dugento, o órgão consultivo do Grão-ducado da Toscana. Dizia-se que ele era alto e muito magro, com uma longa barba branca, uma pequena cabeça careca e olhos fundos. Ele usava uma jaqueta de lã e uma gola grande. Por sua aparência e seu caráter solitário e melancólico, ele foi apelidado de "o superintendente do Limbo" pelo poeta satírico Francesco Ruspoli. Um de seus irmãos, Raffaello delle Colombe (1557-1627), foi o prior dominicano de Santa Maria Novella, que denunciou Galileu de seu púlpito.

## Disputa sobre a supernova de 1604

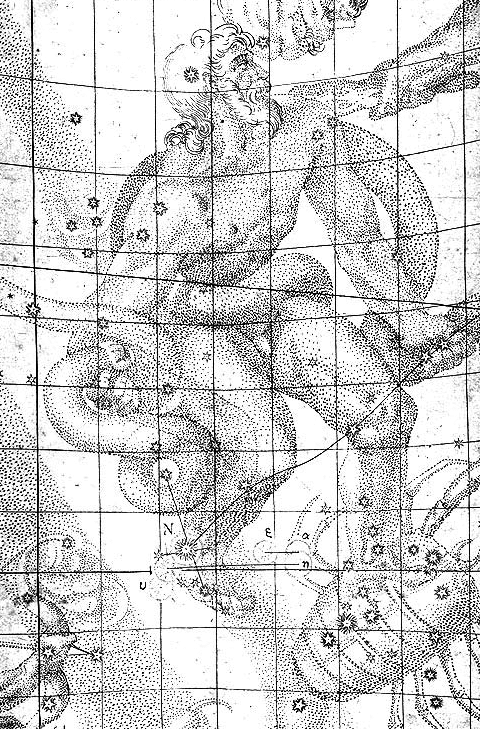
Ilustração de Kepler da supernova de 1604 no pé de Ophiuchus (o portador da serpente)

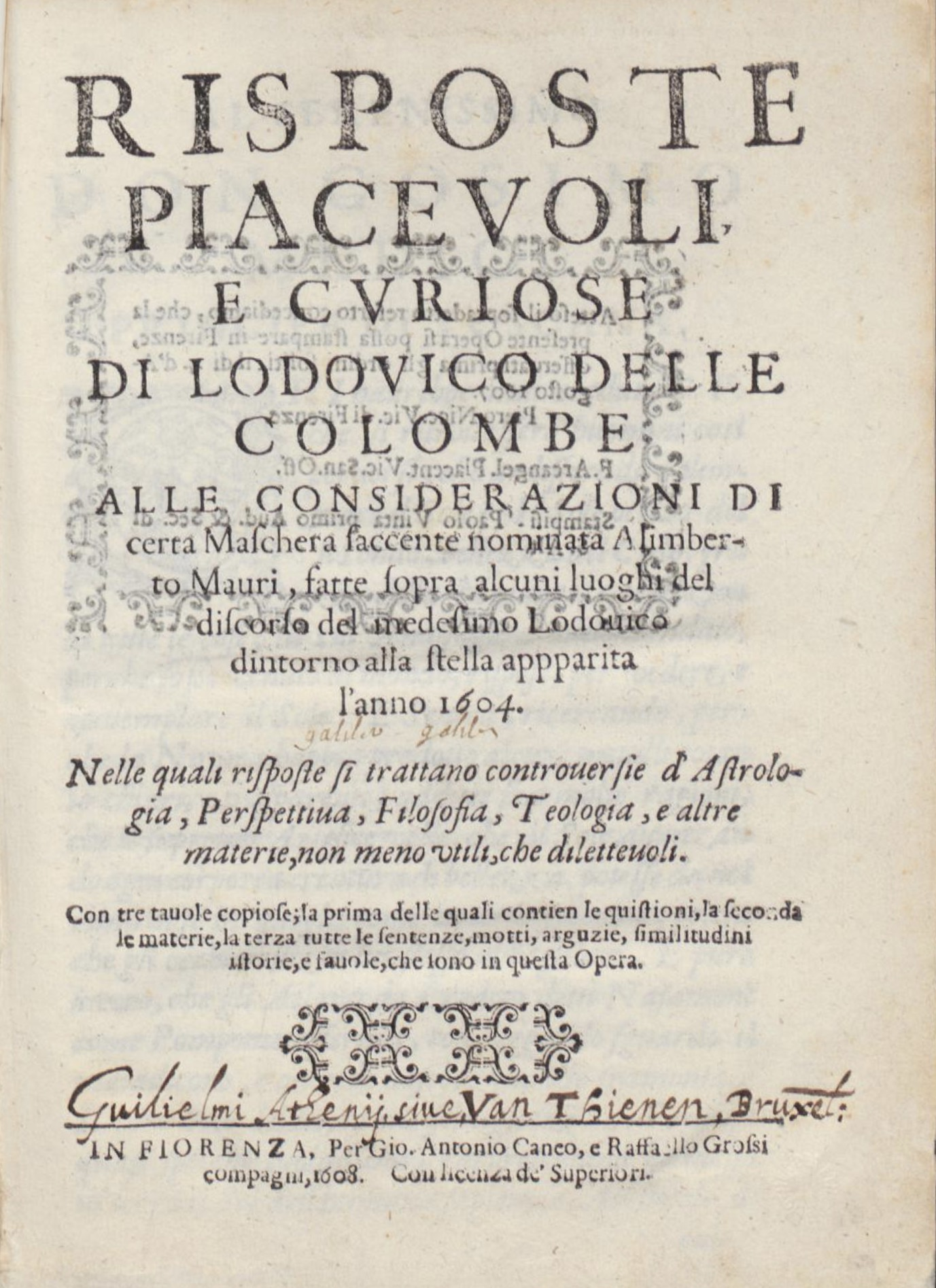
Capa de 'Risposte Piacevole e Curiose di Lodovico delle Colombe alle Considerazioni di certa maschera saccente, nominata A. Mauri'

Em outubro de 1604 uma nova estrela foi vista. À noite, era a estrela mais brilhante do céu e foi visível durante o dia por mais de três semanas, antes de eventualmente escurecer. Em 1606 Delle Colombe publicou seu discurso sobre o fenômeno, dedicado a Alessandro Marzi Medici, arcebispo de Florença. Em seu trabalho Delle Colombe argumentou que a estrela não era nova, mas permanente, embora apenas ocasionalmente visível. Esse argumento ecoou o de Johannes van Heeck, apoiando o modelo geralmente aceito do universo, conhecido como modelo aristotélico ou sistema ptolomaico. Isto sustentava que as estrelas estavam fixas em suas posições e imutáveis; portanto, se um evento incomum acontecesse entre as estrelas, isso sugeria que elas não poderiam ser fixadas em um 'firmamento'. Argumentando que a estrela era permanente e não nova, Delle Colombe defendeu a visão aristotélica, enquanto sugeria razões pelas quais ela não havia sido observada anteriormente. Para apoiar esses argumentos, Delle Colombe se baseou não apenas em observações astronômicas, mas também na autoridade de Aristóteles e em muitos outros pensadores peripatéticos, incluindo os Conimbricenses, Gasparo Contarini e Julius Caesar Scaliger.